# Mitsubishi Lancer WRC
De Mitsubishi Lancer WRC of Mitsubishi Lancer Evolution WRC is een rallyauto, gebaseerd op de Mitsubishi Lancer en ingedeeld in de World Rally Car categorie, die door Mitsubishi werd ingezet in het Wereldkampioenschap Rally, tussen het seizoen 2001 en 2005.